# Крутобережный (Ростовская область)
Крутобере́жный — посёлок в Мартыновском районе Ростовской области.
Входит в состав Большеорловского сельского поселения.

## История
Указом Президиума Верховного Совета РСФСР от 24 февраля 1988 года Посёлку Мартыновского винсовхоза присвоено наименование Крутобережный.

## Население
| 2010 |
| ---- |
| 1280 |

## Улицы
| - пер. Виноградный - пер. Восточный - пер. Гагарина - ул. Дорожная - пер. Западный - пер. Комарова | - пер. Комсомольский - ул. Мира - пер. Новый - пер. Октябрьский - пер. Орловский - пер. Первомайский | - пер. Рабочий - пер. Речной - пер. Сальский - ул. Советская - пер. Строительный |